# Teilanerkenntnis
Das Teilanerkenntnis ist nach deutschem Zivilprozessrecht eine bedingungsfeindliche Prozesshandlung, durch die der Beklagte einen Teil des streitgegenständlichen Anspruchs anerkennt. Das Gericht kann in einem solchen Fall durch Teilanerkenntnisurteil entscheiden (§ 307 ZPO). Im Anwaltsprozess muss das Teilanerkenntnis durch den Rechtsanwalt erklärt werden.